# Musurgia universalis
Musurgia universalis, sive ars magna consoni et dissoni, in X libros digesta o più semplicemente Musurgia universalis è un trattato musicale in lingua latina, scritto tra il 1644 e il 1649 dal gesuita tedesco Athanasius Kircher e pubblicato in due volumi a Roma nel 1650.
L'opera riveste una notevole importanza nel campo della musicologia ed influenzò in modo rilevante la produzione musicale in Occidente, in modo particolare di compositori quali Johann Sebastian Bach e Ludwig van Beethoven.

## Storia

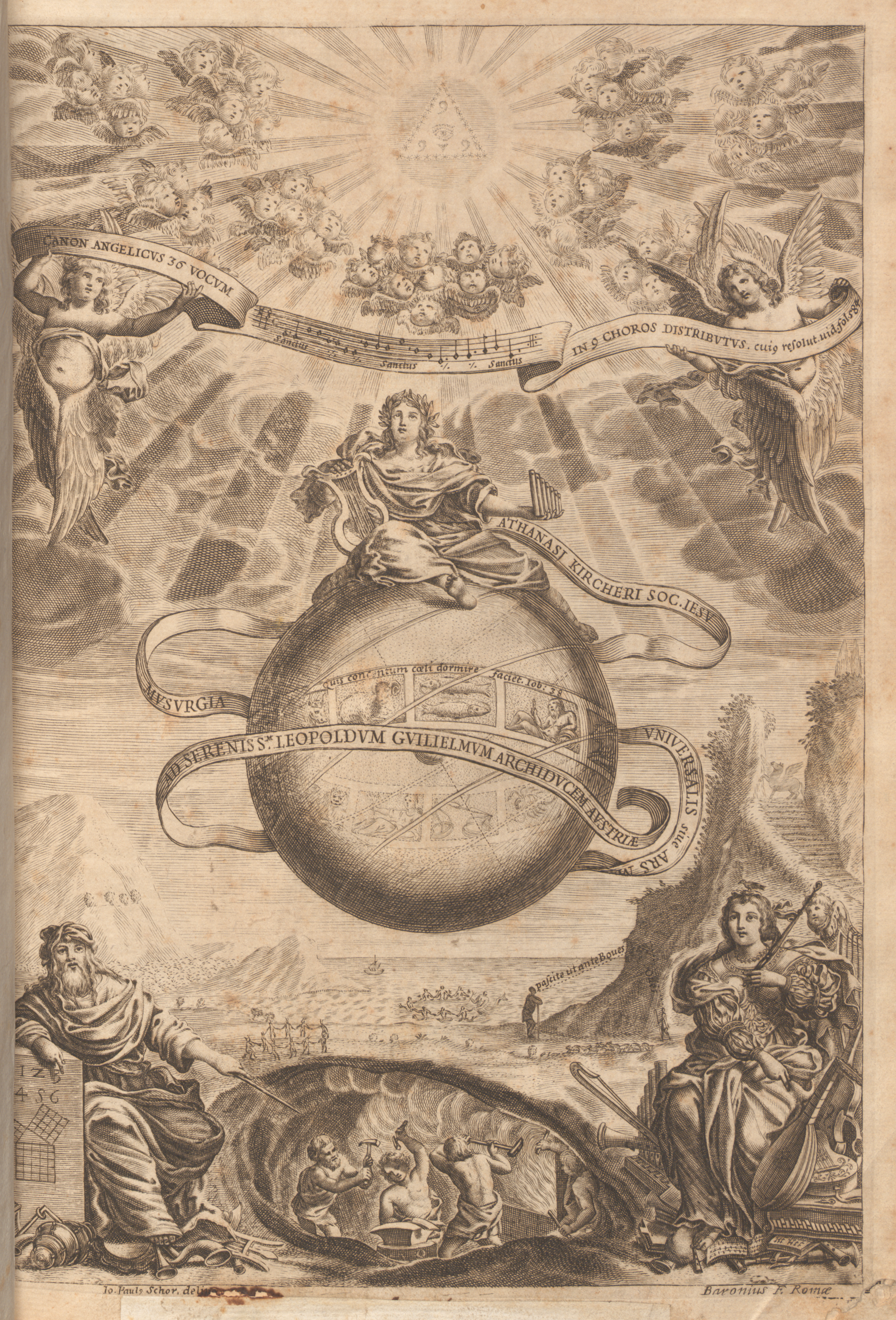
Il frontespizio del primo volume di Musurgia universalis

Kircher iniziò a lavorare alla stesura di Musurgia universalis nel 1644. L'opera, che fu poi completata tra il 1648 e il 1649, era dedicata all'arciduca Leopoldo d'Austria.
Il primo volume dell'opera venne stampato nel 1650 a Roma presso la tipografia di Francesco Corbelletti e in parte, ovvero per le pagine che presentavano partiture musicali, forse presso la tipografia di Lodovico Grignani, che si occupò della stampa del secondo volume.
La prima edizione dell'opera uscì in 1500 copie, che furono distribuita in tutte Europa.
In seguito, a quarant'anni esatti di distanza dalla sua prima uscita, vi fu una ristampa dell'opera.

## Contenuti

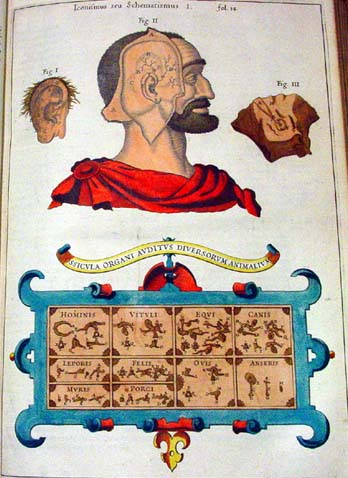
Illustrazione in Musurgia universalis

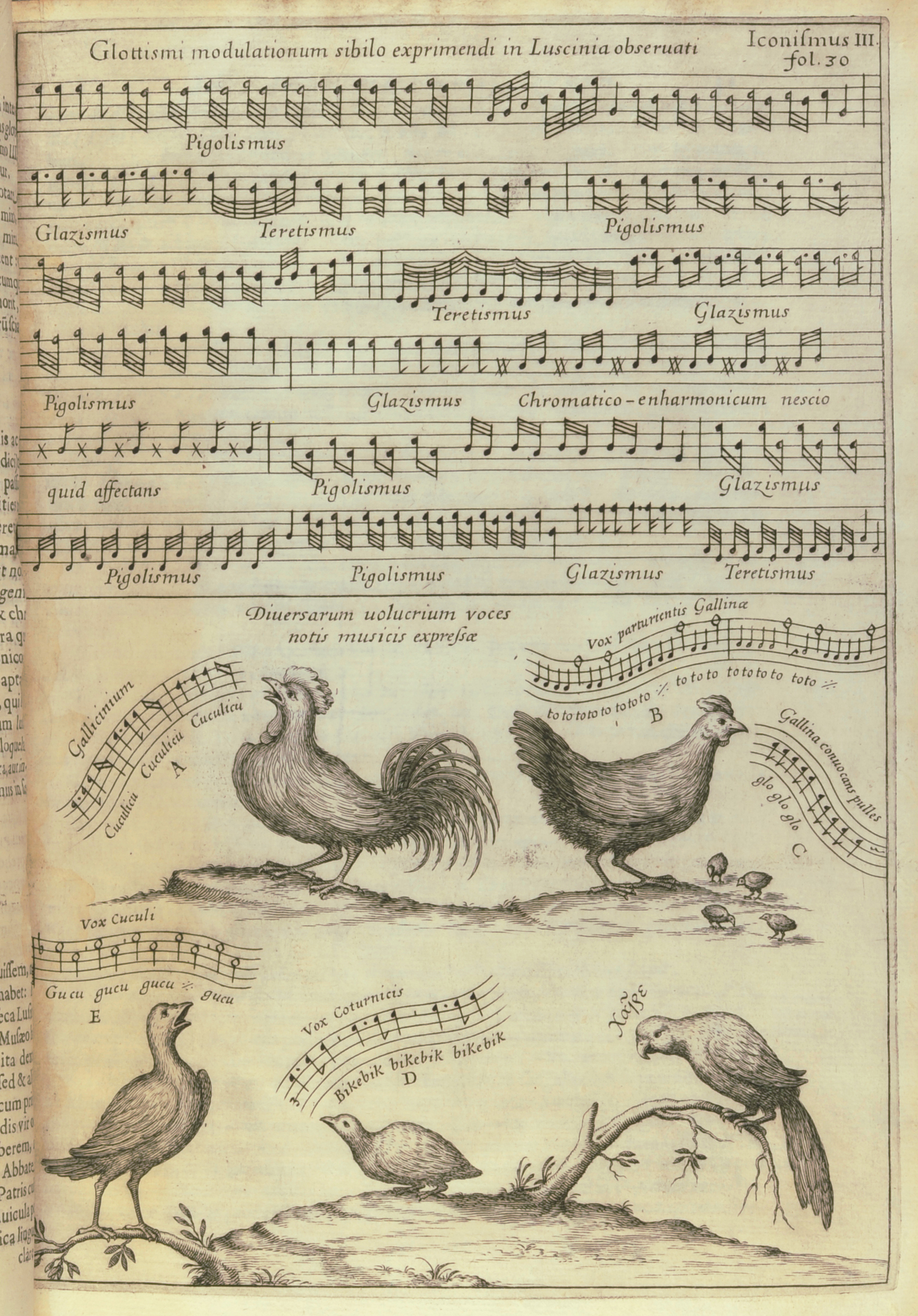
La raffigurazione del canto degli uccelli in Musurgia universalis

Il trattato di Kircher si propone di esporre le basi teoriche e pratiche della musica.
I due volumi sono suddivisi in 10 libri, per un totale di 1152 pagine. Tra gli argomenti trattati figurano l'analisi fisico-acustica dei suoni, la musica degli antichi Greci e degli Ebrei, gli stili musicali, la teoria barocca degli affetti, la teoria dell'armonia delle sfere, ecc.
Nel Libro VIII, Kircher espone una propria teoria nota come musurgia mirifica, secondo la quale sarebbe possibile realizzare dei componimenti musicali senza conoscere la musica. Nella quarta e ultima parte di questo libro, Kircher parla anche di uno strumento di sua invenzione, l'arca musarithmica.
L'opera è corredata di numerose tavole e illustrazioni. Tra le illustrazioni più celebri vi è quella in cui sono raffigurati degli uccelli con gli spartiti del loro canto: questa illustrazione, in seguito ripresa in molti libri per bambini nel Regno Unito, influenzò anche compositori quali Beethoven e Rameau.

## Piano dell'opera

### Volume I
- Libro I - De Natura Soni & Vocis[5]
- Libro II - De Musica & Instrumentis Hebræsorum & Græcorum[5]
- Libro III - De Harmonieorum numerorum doctrina[5]
- Libro IV - De Geometrica diuisione Monochordi[5]
- Libro V - De componendarum omnis generis melodiarum certà[5]
- Libro VI - De Musica Instrumentali[5]
- Libro VII - De Musica Antiqua & Moderna[5]

### Volume II
- Libro VIII - De Musurgia Mirifica, feu Artificio componendi quafuis nouo, ac faciilimo componendi quafuis cantilenas[5]
- Libro IX - De Magià Consoni & Dissoni, in quà reconditiora sonorum per varias experientias in lucem proferuntur ac declarantur[5]
- Libro X - De Organo decaulo in quo per 10. Registra demonstratur naturam rerum in omnibus obseruasse musicas harmonicas proportiones[5]